# روب دوغان
روب دوغان (بالإنجليزية: Rob Dougan)‏ هو كاتب أغاني وملحن ومنتج أسطوانات ومغني ودي جيه أسترالي، ولد في 1969 في سيدني في أستراليا.

## وصلات خارجية
- الموقع الرسمي
- روب دوغان على موقع IMDb (الإنجليزية)
- روب دوغان على موقع ميوزك برينز (الإنجليزية)
- روب دوغان على موقع أول ميوزيك (الإنجليزية)
- روب دوغان على موقع ديسكوغز (الإنجليزية)